# Jan Poortvliet
Jan Poortvliet est un footballeur néerlandais né le 21 septembre 1955 à Arnemuiden. Il était défenseur.
Il est aujourd'hui reconverti en entraîneur.

## Carrière

### Joueur
- 1972-1983 : PSV Eindhoven  Pays-Bas (264 matchs et 81 buts)
- 1983-1984 : Roda JC  Pays-Bas (20 matchs et 1 but)
- 1984-1987 : Nîmes Olympique  France (97 matchs et 15 buts)
- 1987-1988 : Royal Antwerp FC  Belgique (34 matchs et 7 buts)
- 1988-1989 : AS Cannes  France (36 matchs et 3 buts)
- 1989–1990 : Eendracht Alost  Belgique (20 matchs et 3 buts)
- 1990–1992 : VCV Zeeland  Pays-Bas (60 matchs et 4 buts)

### Entraîneur
- 1996-1997 : RBC Roosendaal  Pays-Bas
- 2000-2001 : FC Den Bosch  Pays-Bas
- 2002-2005 : Stormvogels Telstar  Pays-Bas
- 2007-2008 : Helmond Sport  Pays-Bas
- 2008-2009 : Southampton FC  Angleterre
- 2009-2010 : FC Eindhoven  Pays-Bas
- 2010-2012 : Stormvogels Telstar  Pays-Bas
- 2012-2013 : FC Den Bosch  Pays-Bas

## Palmarès

### Joueur
- 19 sélections et 1 but avec l'équipe des Pays-Bas entre 1978 et 1982
- Finaliste de la Coupe du monde 1978 avec les Pays-Bas
- Champion des Pays-Bas en 1975, 1976 et 1978 avec le PSV Eindhoven
- Vainqueur de la Coupe des Pays-Bas en 1974 et 1976 avec le PSV Eindhoven
- Vainqueur de la Coupe de l'UEFA en 1978 avec le PSV Eindhoven

### Entraîneur
- Champion des Pays-Bas de D2 en 2001 avec le FC Den Bosch

### Source
- Marc Barreaud, Dictionnaire des footballeurs étrangers du championnat professionnel français (1932-1997), L'Harmattan, 1997.

1. ↑  (en) « Fiche de Jan Poortvliet », sur eu-football.info